# Міломлин (гміна)
Гміна Міломлин (пол. Gmina Miłomłyn) — місько-сільська гміна у північній Польщі. Належить до Острудського повіту Вармінсько-Мазурського воєводства.
Станом на 31 грудня 2011 у гміні проживало 5078 осіб.

## Територія
Згідно з даними за 2007 рік площа гміни становила 160.91 км², у тому числі:
- орні землі: 41.00%
- ліси: 39.00%

Таким чином, площа гміни становить 9.12% площі повіту.

## Населення
Станом на 31 грудня 2011:
| Опис     | Загалом | Загалом | Чоловіки | Чоловіки | Жінки | Жінки |
| -------- | ------- | ------- | -------- | -------- | ----- | ----- |
| одиниця  | осіб    | %       | осіб     | %        | осіб  | %     |
| все      | 5078    | 100     | 2542     | 50.06    | 2536  | 49.94 |
| міське   | 2425    | 100     | 1184     | 48.82    | 1241  | 51.18 |
| сільське | 2653    | 100     | 1358     | 51.19    | 1295  | 48.81 |

## Сусідні гміни
Гміна Міломлин межує з такими гмінами: Залево, Ілава, Лукта, Малдити, Моронґ, Оструда.